# Bunnan
Bunnan (japanska: 文安?, bun'nan, även bun'an), 5 februari 1444–28 juli 1449,  var en period i den japanska tideräkningen under kejsare Go-Hanazonos regering.
Namnet på perioden är hämtat ur Jinshu och Shujin, två kinesiska klassiker.
Under den här perioden avlider den då tioårige shogunen Ashikaga Yoshikatsu i en ridolycka och hans blott åttaårige bror Yoshinari ärver titeln. Han blir senare känd som Ashikaga Yoshimasa. Att barn inrättas som shoguner är ett tecken på att det första shogunatet är på väg att vittra sönder, och att fler är med och slåss om den egentliga makten.

## Fotnoter
1. ↑  Uppslagsverket Daijirin (大辞林), elektronisk utgåva, Sanseido 2006. Datum enligt den japanska månkalendern som inte helt överensstämmer med den västerländska.
2. ↑  Citaten på klassisk kinesiska: 尊文安漢社稷 respektive 欽明文思安安